# Aloe ruspoliana
Aloe ruspoliana ist eine Pflanzenart der Gattung der Aloen in der Unterfamilie der Affodillgewächse (Asphodeloideae). Das Artepitheton ruspoliana ehrt den italienischen Entdecker und Sammler Eugenio Ruspoli (1866–1893), der das Typusexemplar sammelte.

## Beschreibung

### Vegetative Merkmale
Aloe ruspoliana wächst stammlos oder kurz stammbildend, sprosst und bildet Gruppen, die manchmal groß sind. Der aufsteigende oder niederliegende Stamm erreicht eine Länge von bis zu 50 Zentimeter. Die etwa 16 lanzettlich verschmälerten Laubblätter bilden eine dichte Rosette. Die gelblich grüne Blattspreite ist 50 bis 60 Zentimeter lang und 12 Zentimeter breit. Auf ihr sind gelegentlich nahe der Basis wenige linsenförmige weiße Flecken vorhanden. Die Blattoberfläche ist glatt. Die Zähne am Blattrand sind bis zu 0,5 Millimeter lang und stehen 5 bis 8 Millimeter voneinander entfernt. Der Blattsaft ist sehr hellgelb und fast farblos.

### Blütenstände und Blüten
Der Blütenstand weist mehr als zwölf Zweige auf und erreicht eine Länge von mehr als 150 Zentimeter. Die dichten, kopfigen Trauben sind 2 bis 4 Zentimeter lang und 5 Zentimeter breit. Die deltoid-spitzen Brakteen weisen eine Länge von 3 Millimeter auf und sind 1,5 Millimeter breit. Die gelben Blüten stehen an 5 Millimeter langen Blütenstielen. Sie sind 16 bis 20 Millimeter lang und an ihrer Basis gerundet. Auf Höhe des Fruchtknotens weisen die Blüten einen Durchmesser von 5 Millimeter auf. Darüber sind sie zur Mündung auf etwa 6 bis 7 Millimeter erweitert. Ihre äußeren Perigonblätter sind auf einer Länge von 6 bis 8 Millimetern nicht miteinander verwachsen. Die Staubblätter und der Griffel ragen 2 bis 4 Millimeter aus der Blüte heraus.

## Systematik und Verbreitung
Aloe ruspoliana ist in Äthiopien, Kenia und Somalia auf trockenen, felsigen Orten im laubabwerfenden Busch in Höhen von 400 bis 950 Metern verbreitet.
Die Erstbeschreibung durch John Gilbert Baker wurde 1898 veröffentlicht. Synonyme sind Aloe stephaninii Chiov. (1916) und Aloe jex-blakeae Christian (1942).

## Nachweise